# 大分县
大分縣（日语：／〔〕 Ōita ken */?）位於日本九州東北部。縣廳所在地為大分市。温泉數量和湧出泉量皆是日本第一名。面向別府灣的別府温泉和位於大分縣中央的由布院溫泉，在日本有相當高的知名度。大分縣也以「日本第一溫泉縣大分」作為觀光宣傳口號。

## 地理
大多為山地，西邊有九重連山、南邊有祖母山和傾山，只有極少一部分是平原，如大分市、中津市和佐伯市附近，和四國相隔寬度大約10km的豐予海峽。
九州相鄰的縣：宮崎縣、熊本縣、福岡縣、（海上）山口縣、愛媛縣。

## 氣候
大分縣的天氣整體來說屬温暖，自然災害也比較少。

## 政治

### 知事
- 第1任：細田德壽（1947年4月12日～1955年4月27日）
- 第2任：木下郁（1955年4月28日～1971年4月27日）
- 第3任：立木勝（1971年4月28日～1979年4月27日）
- 第4任：平松守彥（1979年4月28日～2003年4月27日）
- 第5任：廣瀨勝貞（2003年4月28日～2023年4月27日）
- 第6任：佐藤樹一郎（2023年4月28日〜現任）

## 經濟
農林漁業
香菇和臭橙（カボス）是大分縣的著名特產。香菇上層有星形記號，因而在日本全國乾香菇評選會當中，經常以前幾名入選。漁業部分，鰺魚、青花魚、鰈魚等高級魚類為主。
大分縣縣長平松守彥曾經提倡一村一品的活動，因此縣內各町村都有所屬特產。
工業
近年來隨著汽車相關產業群聚在福岡縣宮若市和苅田町，鄰近此區的大分縣北部也逐漸變成汽車產業群聚地區，2004年大發汽車開始在中津市組裝製造。

## 特產
| 水果・蔬菜     | 水果・蔬菜                                       |
| -------------- | ------------------------------------------------ |
| 葡萄           | 宇佐是葡萄產地。                                 |
| 柚子           | 日田是柚子產地。                                 |
| 魚介類・海產物 |                                                  |
| 城下鰈         | 城下海岸捕獲的鰈，日出町是產地。                 |
| 河豚           | 豊後水道捕獲的河豚。                             |
| 鰻             | 番匠川的天然鰻。                                 |
| 鼈             | 宇佐市安心院的名物。                             |
| 肉類・乳製品   |                                                  |
| 和牛           | 豊後牛（玖珠郡九重町/玖珠郡玖珠町/日田市）。     |
| 鄉土料理       |                                                  |
| 鮪料理         | 津久見市的魚排、涮涮鍋、壽喜燒、漢堡肉等鮪料理。 |
| ざぼん漬け     | 醃漬文旦皮。別府名產。                           |
| 工藝品・民藝品 |                                                  |
| 別府竹細工     | 國家指定的傳統工藝品。                           |
| つげ細工       | 黄楊細工。                                       |
| 小鹿田燒       | 日田市。                                         |
| 湯之花         | 溫泉不溶性成分的沉澱結晶。（別府市）             |
| 參考資料：     |                                                  |

## 交通

### 公路
- 大分縣境內自動車道包含：
  - 大分自動車道
  - 東九州自動車道

### 鐵路
- 九州旅客鐵道(JR九州)管轄路線包含：
  - 日豐本線
  - 久大本線
  - 豐肥本線
  - 日田彦山線

### 港口
- 中津港
- 別府港
- 大分港
- 津久見港
- 佐伯港

### 機場
- 大分機場